# Dicranoptycha edashigeana
Dicranoptycha edashigeana là một loài ruồi trong họ Limoniidae. Chúng phân bố ở miền Cổ bắc.